# Hr.Ms. Ceram (1940)
De Hr.Ms. Ceram (HMV 5) was een Nederlandse hulpmijnenveger van de ABC-klasse, vernoemd naar het Molukse eiland Ceram. Het schip werd als gewestelijk vaartuig voor de Gouvernementsmarine gebouwd door de Droogdok Maatschappij uit Tandjong Priok. De Ceram werd in mei 1940 gemilitariseerd als gevolg van de oplopende spanning in Azië in dienst gesteld onder commandant LTZ 2 M. Mooij. Omdat er geen mogelijkheid was voor het schip om uit te wijken naar geallieerde havens werd het schip op 2 maart 1942 door de eigen bemanning te Tandjong Priok tot zinken gebracht.